# IDOLS Ft
IDOLS Ft(아이돌스에프티)는 중화인민공화국의 여성 아이돌 그룹이다. SNH48 그룹의 일원 그룹이다.

## 개요
SNH48의 자매 그룹의 하나이다. 소속사 STAR48에서 새롭게 만든 인터넷 기반의 아이돌 육성 걸그룹. 어느 팀에도 속하지 못한 멤버들을 모아놓은 그룹 멤버 중에 3개의 그룹인 SNH48, BEJ48, GNZ48의 팀멤버로 복귀와 동시에 활동을 할수 있다.
멤버중에는 년도가 표기가 안돼어 있는 멤버가 있다.

## 약력
2019년
- 1월 19일, "제5회 리퀘스트 타임 BEST 50"에서 SHY48와 CKG48와 함께 그룹 해산으로 동시에 해산된 그룹 전 멤버를 모아 신그룹명 IDOLS Ft를 결성[1].

## 멤버

### 현 멤버
| 이름     | 한글 표기  | 병음 표기      | 생년월일               | 가입기                | 소속사                       | 비고          |
| -------- | ---------- | -------------- | ---------------------- | --------------------- | ---------------------------- | ------------- |
| 卞佳宁   | 볜자닝     | Biàn Jiāníng   | 2005년 10월 14일(19세) | SHY48 4기             | 상해 구상 연예 경기 유한공사 | 최연소        |
| 程一     | 청이       | Chéng Yī       | 12월 9일               | SHY48 4기             | 상해 구상 연예 경기 유한공사 |               |
| 陈韫凌   | 천윈링     | Chén Yùnlíng   | 1997년 12월 13일(27세) | SNH48 5기             | 상해 구상 연예 경기 유한공사 |               |
| 邓倩     | 덩첸       | Dèng Qiàn      | 1999년 5월 21일(26세)  | CKG48 1기             | 상해 구상 연예 경기 유한공사 |               |
| 冯嘉宝   | 펑자바오   | Féng Jiābǎo    | 8월 20일               | SHY48 4기             | 상해 구상 연예 경기 유한공사 |               |
| 冯嘉希   | 펑자시     | Féng Jiāxī     | 1996년 6월 4일(29세)   | SNH48 6기             | 상해 구상 연예 경기 유한공사 |               |
| 冯译莹   | 펑이잉     | Féng Yìyíng    | 1999년 3월 24일(26세)  | SHY48 1기             | 상해 구상 연예 경기 유한공사 |               |
| 付紫琪   | 푸쯔치     | Fù Zǐqí        | 1998년 8월 31일(26세)  | SHY48 1기             | 상해 구상 연예 경기 유한공사 |               |
| 高志娴   | 가오즈셴   | Gāo Zhìxián    | 1998년 10월 1일(26세)  | SHY48 1기             | 상해 구상 연예 경기 유한공사 |               |
| 韩林芹   | 한린친     | Hán Línqín     | 1997년 4월 21일(28세)  | CKG48 1기             | 상해 구상 연예 경기 유한공사 |               |
| 黄嘉怡   | 황자이     | Huáng Jiāyí    | 4월 5일                | SHY48 3기             | 상해 구상 연예 경기 유한공사 |               |
| 康兆薇   | 캉자오웨이 | Kāng Zhàowēi   | 2월 9일                | CKG48 3기             | 상해 구상 연예 경기 유한공사 |               |
| 兰昊     | 란하오     | Lán Hào        | 11월 27일              | BEJ48 2기             | 상해 구상 연예 경기 유한공사 |               |
| 李海淋   | 리하이린   | Lǐ Hǎilín      | 11월 30일              | SNH48 10기 →BEJ48 6기 | 상해 구상 연예 경기 유한공사 |               |
| 李泓瑶   | 리훙야오   | Lǐ Hóngyáo     | 2000년 3월 30일(25세)  | BEJ48 1기             | 상해 구상 연예 경기 유한공사 |               |
| 李晴     | 리칭       | Lǐ Qíng        | 1999년 9월 9일(25세)   | SHY48 1기             | 상해 구상 연예 경기 유한공사 |               |
| 李清雨   | 리칭위     | Lǐ Qīngyǔ      | 4월 6일                | BEJ48 4기             | 상해 구상 연예 경기 유한공사 |               |
| 李苏洪   | 리쑤훙     | Lǐ Sūhóng      | 6월 20일               | SHY48 3기             | 상해 구상 연예 경기 유한공사 |               |
| 梁可     | 량커       | Liáng Kě       | 1998년 3월 23일(27세)  | GNZ48 2기             | 상해 구상 연예 경기 유한공사 |               |
| 刘宇晴   | 류위칭     | Liú Yǔqíng     | 3월 29일               | SHY48 4기             | 상해 구상 연예 경기 유한공사 |               |
| 罗雪丽   | 뤄쉐리     | Luó Xuělì      | 2000년 6월 6일(25세)   | SNH48 6기             | 상해 구상 연예 경기 유한공사 |               |
| 毛其羽   | 마오치위   | Máo Qíyǔ       | 12월 1일               | BEJ48 2기             | 상해 구상 연예 경기 유한공사 |               |
| 门秀天   | 먼슈톈     | Mén Xiùtiān    | 2004년 1월 6일(21세)   | GNZ48 5기             | 상해 구상 연예 경기 유한공사 |               |
| 乔钰珂   | 차오위커   | Qiáo Yùkē      | 2000년 3월 23일(25세)  | BEJ48 2기             | 상해 구상 연예 경기 유한공사 |               |
| 曲悦萌   | 취웨멍     | Qū Yuèméng     | 8월 31일               | SHY48 1기             | 상해 구상 연예 경기 유한공사 |               |
| 任玥霖   | 런웨린     | Rén Yuèlín     | 2001년 10월 23일(23세) | BEJ48 1기             | 상해 구상 연예 경기 유한공사 |               |
| 尚官     | 상관       | Shàng Guān     | 4월 15일               | SHY48 4기             | 상해 구상 연예 경기 유한공사 |               |
| 舒湘     | 수샹       | Shū Xiāng      | 2002년 7월 23일(23세)  | GNZ48 4기             | 상해 구상 연예 경기 유한공사 |               |
| 司珀琳   | 쓰포린     | Sī Pòlín       | 10월 18일              | SHY48 3기             | 상해 구상 연예 경기 유한공사 |               |
| 孙敏     | 쑨민       | Sūn Mǐn        | 2월 25일               | SHY48 1기             | 상해 구상 연예 경기 유한공사 |               |
| 田祯臻   | 톈전전     | Tián Zhēnzhēn  | 2002년 3월 3일(23세)   | CKG48 1기             | 상해 구상 연예 경기 유한공사 |               |
| 王露皎   | 왕루자오   | Wáng Lùjiǎo    | 1995년 2월 17일(30세)  | SNH48 5기             | 상해 구상 연예 경기 유한공사 |               |
| 王永祺   | 왕융치     | Wáng Yǒngqí    | 7월 5일                | SHY48 4기             | 상해 구상 연예 경기 유한공사 |               |
| 王娱博   | 왕위보     | Wáng Yúbó      | 7월 10일               | CKG48 1기             | 상해 구상 연예 경기 유한공사 |               |
| 王梓     | 왕쯔       | Wáng Zǐ        | 12월 23일              | SHY48 4기             | 상해 구상 연예 경기 유한공사 |               |
| 伍寒琪   | 우한치     | Wǔ Hánqí       | 2000년 4월 7일(25세)   | CKG48 1기             | 상해 구상 연예 경기 유한공사 |               |
| 吴晶晶   | 우징징     | Wú Jīngjīng    | 1998년 6월 30일(27세)  | CKG48 1기             | 상해 구상 연예 경기 유한공사 |               |
| 武晓迪   | 우샤오디   | Wu Xiǎodí      | 9월 6일                | SHY48 4기             | 상해 구상 연예 경기 유한공사 |               |
| 相望     | 샹왕       | Xiāng Wàng     | 1998년 10월 11일(26세) | SHY48 3기             | 상해 구상 연예 경기 유한공사 |               |
| 熊沁娴   | 슝친셴     | Xióng Qìnxián  | 1999년 8월 7일(25세)   | SNH48 8기             | 상해 구상 연예 경기 유한공사 |               |
| 熊依依   | 슝이이     | Xióng Yīyī     | 10월 5일               | BEJ48 6기             | 상해 구상 연예 경기 유한공사 |               |
| 徐斐然   | 쉬페이란   | Xú Fěirán      | 3월 4일                | SHY48 1기             | 상해 구상 연예 경기 유한공사 |               |
| 许婉玉   | 쉬완위     | Xǔ Wǎnyù       | 2000년 10월 12일(24세) | BEJ48 1기             | 상해 구상 연예 경기 유한공사 |               |
| 许逸     | 쉬이       | Xǔ Yì          | 1995년 10월 7일(29세)  | SNH48 7기             | 상해 구상 연예 경기 유한공사 |               |
| 徐伊人   | 쉬이런     | Xú Yīrén       | 1996년 2월 20일(29세)  | SNH48 3기             | 상해 구상 연예 경기 유한공사 |               |
| 杨惠婷   | 양훼이팅   | Yáng Huìtíng   | 1998년 9월 3일(26세)   | SNH48 3기             | 상해 구상 연예 경기 유한공사 |               |
| 杨美琪   | 양메이치   | Yáng Měiqí     | 1999년 8월 12일(25세)  | SNH48 9기             | 상해 구상 연예 경기 유한공사 |               |
| 於佳怡   | 위쟈이     | Yū Jiāyí       | 1998년 10월 29일(26세) | SNH48 5기             | 상해 구상 연예 경기 유한공사 | 부캡틴        |
| 张瑾瑜   | 장진위     | Zhāng Jǐnyú    | 7월 10일               | SHY48 4기             | 상해 구상 연예 경기 유한공사 |               |
| 张敏淇   | 장민치     | Zhāng Mǐnqí    | 12월 17일              | SNH48 10기            | 상해 구상 연예 경기 유한공사 |               |
| 张幼柠   | 장유닝     | Zhāng Yòuníng  | 10월 27일              | SHY48 1기             | 상해 구상 연예 경기 유한공사 |               |
| 张语倩   | 장위첸     | Zhāng Yǔqiàn   | 4월 3일                | BEJ48 6기             | 상해 구상 연예 경기 유한공사 |               |
| 张紫颖   | 장쯔잉     | Zhāng Zǐyǐng   | 2003년 3월 16일(22세)  | GNZ48 4기             | 상해 구상 연예 경기 유한공사 |               |
| 张韩紫陌 | 장한쯔모   | Zhāng-Hán Zǐmò | 2000년 1월 31일(25세)  | BEJ48 1기             | 상해 구상 연예 경기 유한공사 |               |
| 章泽婷   | 장쩌팅     | Zhāng Zétíng   | 2002년 10월 29일(22세) | GNZ48 5기             | 상해 구상 연예 경기 유한공사 |               |
| 赵欣雨   | 자오신위   | Zhào Xīnyǔ     | 2001년 7월 10일(24세)  | GNZ48 1기             | 상해 구상 연예 경기 유한공사 |               |
| 赵泽慧   | 자오쩌후이 | Zhào Zéhuì     | 4월 25일               | CKG48 1기             | 상해 구상 연예 경기 유한공사 |               |
| 郑诗琪   | 정스치     | Zhèng Shīqí    | 7월 5일                | SNH48 2기             | 상해 구상 연예 경기 유한공사 |               |
| 郑一凡   | 정이판     | Zhèng Yīfán    | 2001년 5월 9일(24세)   | SNH48 6기             | 상해 구상 연예 경기 유한공사 |               |
| 周佳怡   | 저우자이   | Zhōu Jiāyí     | 8월 12일               | SHY48 3기             | 상해 구상 연예 경기 유한공사 |               |
| 周桐冉   | 저우퉁란   | Zhōu Tóngrǎn   | 1994년 6월 4일(31세)   | CKG48 2기             | 상해 구상 연예 경기 유한공사 | 캡틴 최연장자 |
| 朱敏     | 주민       | Zhū Mǐn        | 6월 1일                | SHY48 3기             | 상해 구상 연예 경기 유한공사 |               |

### 휴업
| 이름   | 한글 표기 | 병음 표기 | 생년월일 | 가입기 | 소속사                       | 비고 |
| ------ | --------- | --------- | -------- | ------ | ---------------------------- | ---- |
| 赵思雨 | 자오쓰위  | Zhào Sīyǔ | 5월 7일  | 3기    | 상해 구상 연예 경기 유한공사 |      |

## 같이 보기
- SNH48
- BEJ48
- GNZ48
- SHY48
- CKG48